# Climatologia a Catalunya el 2010
La climatologia a Catalunya el 2010 es caracteritzà pel fet que la temperatura mitjana de l'any 2010 fou inferior a la mitjana climàtica pràcticament a tot Catalunya, i ha estat un dels anys més freds de les dues darreres dècades. Pel que fa a la precipitació acumulada, l'any 2010 ha estat un any plujós a bona part de la meitat nord del país, sobretot al litoral i a la conca del Llobregat, mentre que ha estat pluviomètricament normal a la meitat sud i fins i tot sec a punts de les Terres de l'Ebre.
La temperatura ha estat inferior a la mitjana climàtica durant 9 dels 12 mesos de l'any, fet que ha situat l'anomalia anual entre 0,0 i -1,0 °C en conjunt. Segons la zona, cal retrocedir fins als anys 2005, 1996 o sobretot 1993 per trobar un any tant o més fred que l'any 2010. Això contrasta fortament amb l'any 2009, que havia estat un dels anys més càlids de les darreres dècades a tot el país.
Des del punt de vista pluviomètric, tot i que en conjunt la precipitació ha superat la mitjana climàtica, la irregularitat n'ha estat com sempre un dels factors destacats, ja que en alguns punts de l'extrem sud la precipitació no ha superat el 70% de la mitjana climàtica, mentre que a l'altre extrem hi ha zones del Baix Empordà que n'han recollit fins a un 150%.
Pel que fa a l'evolució mensual, cal destacar que durant la primera meitat de l'any es van succeir els mesos freds i plujosos, amb l'única excepció del mes d'abril, que va ser tot al contrari: càlid i sec. A continuació, el mes de juliol va ser notablement càlid i a l'agost les temperatures van ser properes a la mitjana climàtica, mentre que la precipitació va ser molt irregular a Catalunya durant aquests dos mesos.
De setembre a desembre, els darrers mesos de l'any es van tornar a caracteritzar per temperatures inferiors a la mitjana climàtica, però així com a començaments d'any havia coincidit que tres mesos freds havien estat també tres mesos plujosos, a final d'any aquesta relació no es va repetir. D'aquesta manera, els 4 darrers mesos, tots freds, van tenir característiques pluviomètriques ben variades, ja que la precipitació de setembre va ser molt irregular, l'octubre va ser plujós en conjunt i el novembre i el desembre van ser secs o molt secs.

## Principals episodis
- Nevada abundant a la meitat sud del país els dies 7 i 8 de gener, puntualment fins al nivell del mar, amb gruixos de neu de fins a 70 cm a les muntanyes de Prades.[1]
- Forta ventada de mestral el 14 de gener, amb ratxes màximes de més de 125 km/h a l'extrem sud.[1]
- Onada d'aire fred entre els dies 10 i 14 de febrer, amb valors inferiors als -20 °C a l'alta muntanya.[1]
- El pas de la depressió Xynthia per l'oest de la península Ibèrica va provocar vent molt fort al Pirineu occidental els dies 27 i 28 de febrer, amb ratxes superiors als 150 km/h a les cotes altes.[1]
- El dia 8 de març va caure una de les nevades més importants dels darrers anys a la meitat nord de Catalunya, amb neu fins al nivell del mar i gruixos de 20 a 50 cm a bona part de l'interior.[1]
- Posteriorment, hi va haver glaçades pràcticament generalitzades entre els dies 9 i 11 de març.[1]
- Un temporal de pluja va acumular fins a més de 100 mm a la meitat est entre els dies 2 i 5 de maig.[1]
- Principal calorada de l'any els dies 26 i 27 d'agost, amb vent de component oest en superfície i temperatures màximes properes als 40 °C a molts punts del litoral i prelitoral.[1]
- Del 9 al 12 d'octubre, es produeix la llevantada més important de l'any, amb acumulacions de pluja de més de 200 mm a punts del nord-est, vent fort i onades de fins a 8 metres d'altura al golf de Roses.[1]
- Forta ventada de gregal al nord del país i baixada important de la temperatura els dies 25 i 26 d'octubre.[1]
- Temperatures baixes, amb glaçades fortes a l'interior, del 15 al 18 i del 25 al 27 de desembre.[1]

## Temperatura
La temperatura mitjana de l'any 2010 (figura 1) ha estat inferior a la mitjana climàtica a pràcticament tot Catalunya, fet que l'ha convertit en un dels anys més freds de les dues últimes dècades.
La temperatura mitjana anual depèn bàsicament de l'orografia i de la continentalitat, de manera que a Catalunya els valors més elevats corresponen a la franja litoral. Dins d'aquesta àrea, la temperatura mitjana anual de 2010 només ha superat els 16 °C al delta de l'Ebre, a punts del litoral del Tarragonès i a la ciutat de Barcelona. Concretament, el centre de la capital catalana ha enregistrat la temperatura mitjana anual més alta de tot Catalunya aquest 2010, que ha superat lleugerament els 17 °C. De tota manera, al conjunt del litoral la temperatura mitjana ha estat inferior, entre 14 i 15 °C a la meitat nord i entre 15 i 16 °C a la meitat sud. Cap a l'interior, la temperatura mitjana de 2010 ha oscil·lat entre valors propers als 10 °C enregistrats als altiplans més elevats i els més de 14 °C a les àrees més càlides del pla de Lleida. Finalment, els valors més baixos del país s'enregistren a l'alta muntanya pirinenca, on la temperatura mitjana de 2010 ha estat clarament inferior als 5 °C per sobre dels 2.000 metres d'altitud i s'ha situat al voltant d'1 °C en altituds properes als 2.500 m.
Respecte de la mitjana climàtica del període 1961-90, l'anomalia de temperatura de l'any 2010 s'ha situat entre 0,0 i -1,0 °C a la major part del país, per la qual cosa ha estat un dels anys més freds de les dues últimes dècades. Cal retrocedir fins als anys 2005, 1996 o sobretot 1993, segons la zona, per trobar un any tant o més fred.
D'altra banda, la temperatura mitjana de 2010 ha estat lleugerament superior a la mitjana climàtica a punts del Montsià, el Baix Maresme o l'àrea urbana de Tarragona, però sobretot a la ciutat de Barcelona, on s'ha fet evident l'illa de calor i l'anomalia ha superat els +0,5 °C.
Pel que fa als episodis de temperatures més baixes enregistrades durant l'any 2010, totes les estacions d'alta muntanya (situades per sobre dels 1.800 metres d'altitud) van enregistrar la temperatura mínima absoluta el dia 11 de febrer, quan es va produir una irrupció d'aire fred molt destacable amb vent del nord-est i temperatures de l'ordre de -10 °C a 850 hPa. Aquell dia, la temperatura mínima va ser inferior als -20 °C a les estacions pirinenques més elevades, situades per sobre de 2.300 metres. En conjunt, a l'alta muntanya es van enregistrar valors entre 1 i 2 °C més alts que els que s'havien assolit durant les onades d'aire fred dels mesos de gener i febrer de 2005, quan la majoria d'estacions d'alta muntanya van enregistrar la temperatura més baixa de la sèrie. Només a dues de les estacions, concretament a Boí (2.540 m, a l'Alta Ribagorça) i a Malniu (2.310 m, a la Cerdanya), amb sèries iniciades els anys 1998 i 1999, la temperatura mínima de l'episodi va esdevenir la temperatura mínima absoluta de tota la sèrie, amb -21,5 °C i -19,1 °C, respectivament. De fet, Boí va igualar exactament el valor del gener de 2005.
Durant l'any 2010, s'han enregistrat glaçades (temperatura mínima igual o inferior als 0 °C) a pràcticament tot el país. De fet, la temperatura mínima absoluta només ha estat unes dècimes de grau positiva al centre de la ciutat de Barcelona (a causa de l'illa de calor) i en alguns punts del delta de l'Ebre. A la resta del litoral, totes les estacions han enregistrat glaçades, encara que amb una freqüència molt variada. Al litoral del Montsià, del Baix Ebre o del Baix Maresme, s'han enregistrat menys de 5 dies de glaçada durant l'any 2010, i totes dèbils. En canvi, a la Costa Brava s'han enregistrat entre 15 i 50 dies de glaçada i la temperatura mínima absoluta ha estat propera o fins i tot inferior als -5 °C, especialment al golf de Roses. A la major part de l'interior, hi ha hagut entre 40 i 80 dies de glaçada, amb mínimes absolutes entre els -5 i els -10 °C. De tota manera, algunes fondalades han enregistrat fins a 100 dies de glaçada, amb valors mínims lleugerament inferiors als -10 °C.
Finalment, el nombre de dies de glaçada al Pirineu s'ha situat per sobre dels 100 al fons de les valls (amb el cas extrem de 180 dies a la Cerdanya, a l'EMA de Das) i entre 170 i 215 dies a les estacions d'alta muntanya, situades per sobre dels 1.800 metres d'altitud. Al conjunt del país, no s'enregistrava un nombre de dies de glaçada tan elevat des de l'any 2005, quan els mesos hivernals van ser especialment freds.
A l'altre extrem, pel que fa a les temperatures més elevades de l'any 2010, i tal com havia passat l'any anterior, els valors de la temperatura màxima anual assolits a bona part del litoral i prelitoral han estat molt semblants als que s'han enregistrat al pla de Lleida o a la Ribera d'Ebre, indrets que climàticament suporten valors més elevats de temperatura màxima. Si bé cap estació de la XEMA no ha arribat a superar els 40 °C, moltes de les estacions situades al litoral i prelitoral, i també les de les comarques de ponent, s'hi han aproximat força. Només a les zones de muntanya i en algunes àrees concretes del litoral, especialment al sud de la Costa Brava i al delta de l'Ebre, la temperatura màxima de 2010 ha quedat clarament per sota dels 35 °C.
Entre les situacions que van provocar les temperatures més elevades, cal destacar la calorada dels dies 26 i 27 d'agost, quan l'entrada d'aire càlid que afectava Catalunya es va combinar amb vent de component oest que va inhibir la marinada i va provocar temperatures molt altes al litoral i prelitoral, a banda dels valors elevats que s'enregistraven des de ja feia dies a les comarques de ponent. Amb vent del sud-oest, el dia 26 les altes temperatures diürnes van ser notícia sobretot al litoral i prelitoral Nord, com demostren els 39,9 °C de Cabanes (l'Alt Empordà). L'endemà, el gir del vent cap a l'oest i nord-oest va fer desplaçar els valors més elevats cap al litoral i prelitoral Central i Sud; van destacar els 39,9 °C de Tarragona – Complex Educatiu (el Tarragonès). A Barcelona, els 39,3 °C de l'estació de Barcelona – Raval suposen probablement el valor màxim històric del centre de la ciutat, tot i que no es disposa d'una sèrie completa de referència.
A escala planetària, i contràriament al que ha passat a Catalunya, l'any 2010 ha estat un dels més càlids des que es disposa de registres instrumentals. Segons l'Organització Meteorològica Mundial (WMO), l'any 2010 va igualar la temperatura mitjana planetària enregistrada els anys 2005 i 1998, que fins ara havien
estat els anys més càlids de la sèrie. L'anomalia de la temperatura mitjana mundial va ser de 0,5 °C per sobre la mitjana climàtica del període de referència 1961-90.
Per la seva banda, la nord-americana NOAA (National Oceanic and Atmospheric Administration) ha publicat el seu informe anual de l'estat del clima i ha qualificat l'any 2010 com l'any més càlid de la sèrie iniciada l'any 1880 a escala planetària, igualant la temperatura mitjana assolida l'any 2005. L'anomalia de temperatura d'aquest 2010 ha estat de 0,6 °C per sobre de la mitjana del segle xx.
Pel que fa a la distribució de les anomalies de temperatura al conjunt del planeta durant aquest 2010, segons la NOAA destaquen les anomalies càlides enregistrades al Canadà, gran part del continent africà, l'Orient Mitjà i l'extrem nord-est d'Àsia. D'altra banda, les principals anomalies fredes corresponen a la part central de Sibèria i a bona part de l'Europa occidental, de manera que en aquest darrer cas són dades en concordança amb les de les estacions de la XEMA.

## Precipitació
Pel que fa a la precipitació acumulada, l'any 2010 ha estat un any plujós a bona part de la meitat nord del país, sobretot al litoral i a la conca del Llobregat, mentre que ha estat pluviomètricament normal a la meitat sud i fins i tot sec a punts de les Terres de l'Ebre.
Les quantitats de precipitació acumulades arreu del país durant l'any 2010 (figura 2) presenten un rang molt ampli, tal com correspon al nostre clima. Les més escasses, inferiors als 400 mm, s'han restringit a la part més baixa del pla de Lleida i a l'extrem nord de la Ribera d'Ebre, que climàticament són les àrees més seques de Catalunya. Fins i tot, en alguns punts del Segrià la precipitació acumulada el 2010 no ha arribat a superar els 300 mm.
A l'altre extrem, la precipitació de 2010 ha superat els 1.000 mm a la majoria de les zones climàticament més plujoses del país, com ara el massís del Montseny, les Guilleries, el Collsacabra, bona part del Ripollès i la Garrotxa, punts de l'Alt Berguedà, la serra del Cadí, el Port del Comte i, en general, les cotes altes del Pirineu occidental. Dins d'aquestes àrees, els valors més elevats han superat els 1.400 mm a la capçalera del Ter i a l'àrea del Parc d'Aigüestortes i Estany de Sant Maurici.
D'altra banda, cal destacar que la precipitació de 2010 ha superat els 800 mm a pràcticament tot el quadrant nord-est del país, inclosa l'àrea litoral, i també a punts del massís del Garraf i dels Ports. Finalment, la precipitació acumulada s'ha situat entre els 500 i els 700 mm al litoral i prelitoral Sud, a les comarques de l'altiplà Central i a la conca de Tremp.
Pel que fa a les zones on la precipitació ha estat més escassa, la taula 9 mostra la precipitació acumulada a les estacions que durant l'any 2010 no han assolit els 400 mm, situades al pla de Lleida (bàsicament a la comarca del Segrià, però també al sud-oest de la Noguera i en alguns punts del Pla d'Urgell) i a l'extrem nord de la Ribera d'Ebre.
Respecte a la mitjana climàtica, l'any es pot qualificar de plujós (s'ha enregistrat més d'un 110% de la mitjana climàtica) a tota l'àrea litoral que va des del Garraf fins al cap de Creus i a bona part de la conca del Llobregat, i també a la capçalera del Ter, al Montsec de Rúbies i a punts del Pallars Sobirà. Fora de la meitat nord del país, l'any ha estat plujós de manera molt més localitzada a punts del pla de Lleida, de la Conca de Barberà, de l'Alt Camp o de la Costa Daurada. Cal destacar que al sud del Baix Empordà la precipitació recollida l'any 2010 ha assolit fins a un 150% de la mitjana climàtica.
En canvi, l'any es pot qualificar de sec (precipitació acumulada per sota del 90% de la mitjana climàtica) a l'extrem oest de les comarques de Ponent i a bona part del Baix Ebre i del Montsià, i també en algunes àrees localitzades del Priorat i a cavall del Baix Camp i el Tarragonès. Cap al nord, l'any 2010 també ha resultat puntualment sec al nord de la Val d'Aran i de l'Alt Urgell i a zones baixes de la Cerdanya i la Conca de Tremp. De tota manera, cap estació no ha enregistrat una precipitació inferior al 70% de la mitjana climàtica.
Pel que fa als principals episodis de precipitació, la taula 10 mostra les precipitacions superiors als 100 mm en 24 hores enregistrades a les estacions de la XEMA durant l'any 2010, en què destaquen molt clarament els 216,8 mm enregistrats a l'Ametlla de Mar (el Baix Ebre) el dia 17 de setembre. La resta de quantitats superiors als 100 mm entre les 0 i les 24 UTC al llarg de 2010, es van enregistrar sobretot durant l'episodi de pluja del 9 al 13 d'octubre, tot i que en alguns punts de la Costa Brava es va superar el llindar de 100 mm en 24 hores durant la llevantada del 2 al 4 de maig i durant el temporal de pluja i neu del 8 de març. Finalment, diverses tempestes de tarda que van afectar el Ripollès durant el 9 d'agost van acumular més de 100 mm a Molló.
Al llarg de l'any 2010, i com és habitual, la neu ha estat més abundant al Pirineu occidental que no pas a l'oriental. Concretament, durant el mes de gener el gruix de neu va situar-se entre els 10 i els 100 cm a les cotes superiors als 2.000 metres, tot i que era superior al metre de neu en alguns punts de la Val d'Aran, de l'Alta Ribagorça i del Pallars Sobirà. Al llarg del mes de febrer, el gruix de neu va anar augmentant a la major part de la serralada i va assolir el gruix màxim durant la nevada del 8 de març, amb gruixos de neu acumulada entre 1 i 2,5 metres al Pirineu occidental i a algunes orientacions nord com la de la serra del Cadí, mentre que els gruixos eren inferiors a la resta de la serralada. A partir de llavors, i tot i que encara hi va haver nevades a les cotes altes del Pirineu durant la primavera i fins i tot durant el mes de juny, el gruix de neu es va anar reduint ràpidament. Si bé algunes estacions ja van mesurar absència de neu al terra de manera temporal durant el mes d'abril, no va ser fins a començaments de maig quan es va fondre completament la neu a la majoria d'estacions, mentre que l'estació de Boí (2.535 m), a l'Alta Ribagorça, va arribar fins a la del mes de juny amb neu a terra.
Havent passat tres mesos d'estiu amb absència de neu a totes les estacions, a final de setembre hi va haver alguna nevada testimonial al Pirineu que va deixar entre 1 i 8 cm de neu a terra durant algunes hores. Posteriorment, entre final d'octubre i començament de novembre, van caure nevades a tot el Pirineu que ja van deixar gruixos de 5 a 40 cm. Des d'aleshores, la neu es va mantenir present fins a final d'any a la majoria d'estacions d'alta muntanya, i va augmentar sobretot a la segona meitat del mes de novembre i durant els primers dies de desembre. De tota manera, al llarg del mes de desembre, les nevades van ser escasses i l'any 2010 va acabar amb gruixos discrets, inferiors als 40 cm en conjunt, tot i que a l'EMA de Lac Redon (2.247 m), a la Val d'Aran, el gruix era superior al metre de neu.
Fora del Pirineu, durant l'any 2010 hi va haver dues nevades molt destacables per la seva extensió, per la seva abundància i perquè la neu va arribar a prendre arran de mar:
- Una profunda depressió freda va afectar Catalunya els dies 7 i 8 de gener, i va provocar precipitacions arreu del país, que van ser especialment abundants al terç sud i al litoral de l'Alt i el Baix Empordà. La cota de neu es va situar entre els 100 i els 400 metres en conjunt, tot i que al litoral Sud la neu va arribar a prendre arran de mar. Es van acumular gruixos d'entre 20 i 60 cm de neu a l'interior de les comarques tarragonines i a les de l'Ebre, i també al sud de les Garrigues, l'Urgell, la Segarra i l'Anoia. L'estació meteorològica que el Servei Meteorològic de Catalunya gestiona a Prades (el Baix Camp), situada a 969 metres d'altitud, va enregistrar 70 cm de neu. Feia 13 anys, d'ençà del dia de Reis de 1997, que no hi havia una nevada semblant a la zona.[1]

- A partir del 7 de març al vespre i sobretot durant el dia 8 de març, hi va haver una de les nevades més importants dels darrers anys a Catalunya, que va afectar sobretot el centre i nord del país i va deixar neu fins al nivell del mar a l'Empordà, la Selva, el Baix Penedès, el Baix Maresme i el Barcelonès. Els gruixos de neu van oscil·lar entre els 20 i els 70 cm a l'interior, en diverses zones del prelitoral i en alguns punts propers al litoral de la Costa Brava. A les zones més afectades, va ser una nevada comparable a la del 30 de gener de 1986 o la del 14 i 15 de desembre de 2001, i lleugerament superior a la de l'1 de març de 1993 o la del 27 i 28 de gener de 2006. L'Observatori Fabra, situat a la serra de Collserola a 411 metres d'altitud, va mesurar entre 16 i 20 cm de neu, un gruix semblant al de l'1 de març de 1993 (20 cm) o del 8 de març de 1964 (18 cm), però inferior al de la nevada del 30 de gener de 1986 (entre 20 i 30 cm) o del 15 de desembre de 2001 (25 cm).[1]

## Anàlisi mensual

### Gener
Termomètricament, el mes de gener va ser fred a gran part de Catalunya. De tota manera, es van enregistrar lleugeres anomalies positives de temperatura a punts de la depressió Central, probablement causades per l'absència de boires a zones com el pla de Lleida, típiques d'aquesta època de l'any.
Pel que fa a la pluviometria, la precipitació acumulada va superar àmpliament la mitjana climàtica a la major part del país, especialment al terç sud, tot i que prop del Pirineu el mes va ser sec o, fins i tot, molt sec. Entre tots els episodis del mes, cal destacar la nevada que va afectar sobretot el sud del país els dies 7 i 8 de gener que s'ha descrit a l'apartat anterior. Immediatament després de la nevada, un episodi de baixes temperatures va provocar glaçades a pràcticament tot el país entre els dies 8 i 12, quan la meitat de les estacions de la XEMA van superar el llindar de temperatura de risc.
A final de mes, es van repetir algunes nevades a Catalunya que van arribar a cotes mitjanes o baixes, però van deixar gruixos inferiors als 10 cm i van afectar àrees reduïdes del país, com ara algunes zones de ponent i de l'altiplà central el dia 25 i de l'interior de les comarques gironines el dia 31. També cal destacar la ventada de mestral que va afectar especialment la meitat sud del país el dia 14 de gener i va provocar ratxes màximes de vent superiors als 125 km/h a punts de les Terres de l'Ebre.

### Febrer
El mes de febrer va ser fred a gran part de Catalunya, tret d'alguns punts del litoral Central on va ser termomètricament normal. Entre els dies 11 i 15 de febrer, hi va haver una onada d'aire fred que va provocar temperatures inferiors als -20 °C a les cotes més altes del Pirineu i durant la qual un 70% de les estacions van enregistrar temperatures mínimes inferiors al llindar de risc, amb glaçades generalitzades. La majoria d'estacions d'alta muntanya no havien enregistrat temperatures tan baixes des del febrer de 2005.
Pel que fa a les precipitacions, va ser un mes plujós o molt plujós a bona part de les comarques, si bé al vessant nord del Pirineu i a punts de l'extrem sud i de la comarca de la Noguera va ser normal o sec. Els dies 8 i 9, una depressió mediterrània va provocar precipitacions abundants a la meitat est de Catalunya, amb quantitats superiors als 100 mm a punts de les Gavarres i fins a 30 cm de neu nova al Pirineu oriental.
Finalment, el pas de la depressió Xynthia pel Cantàbric, amb una pressió atmosfèrica de menys de 970 hPa al seu centre, va provocar una forta ventada al Pirineu occidental, especialment a la Val d'Aran. Es van enregistrar ratxes màximes de vent de fins a 135 km/h a Vielha i de més de 150 km/h a les cotes altes.

### Març
Termomètricament, el mes de març va ser fred a gran part de Catalunya, tret d'alguns punts del litoral Central on el mes va ser normal. Pel que fa a les precipitacions, que van caure en forma de neu en una proporció elevada a l'interior del país, van ser superiors a la mitjana climàtica a la majoria de comarques, excepte a l'extrem sud i a la cara nord pirinenca, zones on el mes de març va ser normal o sec.
L'episodi més destacat, comentat a l'apartat anterior, va ser la nevada que va afectar especialment el centre i nord del país el dia 8, amb gruixos de més de 20 cm a l'interior, zones del prelitoral i fins i tot prop del litoral. Les precipitacions acumulades durant l'episodi van superar els 20 mm a la meitat est i fins i tot els 100 mm en alguns punts de la Costa Brava.
Pel que fa a les temperatures, cal destacar especialment l'onada d'aire fred que va afectar Catalunya immediatament després de la nevada del 8 de març i va provocar glaçades a bona part del país fins al dia 15, amb temperatures que van assolir localment els -10 °C a l'interior la matinada del dia 10.

### Abril
Venint de 3 mesos consecutius plujosos i amb temperatures inferiors a la mitjana climàtica, l'abril va tenir característiques oposades, ja que va ser un mes càlid i sec o molt sec a la majoria de comarques, tret d'alguns punts de la plana de Vic, on el mes va ser fins i tot lleugerament plujós.

### Maig
Després del parèntesi que va suposar l'abril, el maig va tornar a ser un mes fred a gran part de Catalunya. Pel que fa a les precipitacions, va ser un mes plujós o molt plujós a la meitat oriental del país, amb precipitacions mensuals acumulades de més de 200 mm en punts del Ripollès i del massís del Montseny. A la resta, el maig va ser pluviomètricament normal o, fins i tot, sec a extenses àrees de Ponent.
Entre els diversos episodis de precipitacions que hi va haver al llarg del mes, cal destacar el temporal de pluja del 2 al 5 de maig que va afectar tot el país, però molt especialment la meitat est amb acumulacions de més de 100 mm a la meitat nord del litoral i prelitoral. Les precipitacions van anar acompanyades de vent fort de llevant o gregal. Al Pirineu, hi va haver nevades de fins a 40 cm de neu nova al sector oriental.
D'altra banda, hi va haver ruixats i tempestes d'intensitat localment forta els dies 12, 13 i 14 que van afectar especialment el litoral i prelitoral.
Tot i que la temperatura mitjana del mes va ser inferior a la mitjana climàtica, el dia 31 es van enregistrar valors molt elevats de temperatura màxima, d'entre 30 i 34 °C, a bona part de la meitat sud.
Cal destacar que algunes zones del delta de l'Ebre van enregistrar la temperatura més alta de l'any 2010 durant aquest episodi de calor.

### Juny
El mes de juny de 2010 va ser termomètricament normal o fred a gran part de Catalunya, amb temperatures diürnes que no es van fer plenament estiuenques fins als darrers dies del mes, quan es van començar a assolir els 35 °C de temperatura màxima als indrets més càlids del país, com són el pla de Lleida i la Ribera d'Ebre.
Pel que fa a les precipitacions, va ser un mes plujós o molt plujós a la meitat occidental del país i al massís del Montseny. En canvi, el juny va ser sec a extenses àrees del centre i nord del litoral i prelitoral, i també a l'extrem sud del Principat, i fins i tot molt sec a la zona del cap de Creus. Cal destacar que algunes àrees del Pirineu i Prepirineu occidental van superar els 250 mm de precipitació mensual acumulada.
La majoria de dies de juny es van enregistrar precipitacions, sovint irregulars. Cal destacar, però, l'episodi de pluja que entre els dies 8 i 10 va acumular quantitats molt abundants al Pirineu i Prepirineu occidental, en alguns casos superiors els 100 mm. Posteriorment, a partir del dia 11 i fins al dia 20, hi va haver ruixats i tempestes de tarda de distribució molt irregular i localment amb forta intensitat. Després d'una pausa d'uns quants dies, entre el 26 i el 30 de juny es van reproduir tempestes localment fortes, sobretot al Pirineu i Prepirineu.

### Juliol
El mes de juliol de 2010 va ser càlid a tot Catalunya, amb anomalies d'entre 1 i 2 °C a gran part del país,
sobretot a causa de la persistència de les altes temperatures durant la primera quinzena del mes. De fet, va
ser un dels juliols més calorosos de les darreres dècades, per darrere del juliol de 2006 però comparable als
mesos de juliol de 2003 i 1994. Entre els dies 7 i 9 de juliol, es van enregistrar temperatures màximes molt
altes a l'interior, amb valors superiors als 38 °C al pla de Lleida, mentre que al litoral la marinada va
mantenir la temperatura màxima a ratlla, per sota dels 30 °C.
Pel que fa a la precipitació, va tenir una distribució irregular, tal com sol passar en aquesta època de l'any,
quan la major part de la precipitació cau en forma de tempestes localitzades. D'aquesta manera, tret
d'àmplies zones del Pirineu i Prepirineu central i occidental on el mes va ser plujós o molt plujós, a la resta
del territori el juliol va ser sec o molt sec, si bé cal remarcar que les fortes tempestes que van afectar el
delta de l'Ebre, punts de la Catalunya Central i el litoral i prelitoral Central van provocar que en un sol dia se
superés amb escreix la modesta mitjana mensual de precipitació del mes de juliol.
Les quantitats més abundants de precipitació es van recollir entre els dies 22 i 23, quan es van acumular
més de 50 mm a molts sectors del Pirineu i Prepirineu i al delta de l'Ebre. D'altra banda, el dia 29 es van
reproduir tempestes localment molt intenses al litoral i prelitoral de la meitat nord.

### Agost
El mes d'agost de 2010 va ser termomètricament normal a gran part de Catalunya, tret del litoral i prelitoral
Central, la costa tarragonina i l'extrem nord-est del país, on el mes s'ha de qualificar de càlid. Durant la
calorada dels dies 26 i 27 d'agost, la més important de l'any a bona part de Catalunya, el vent de
component oest va provocar temperatures màximes superiors als 38 °C a molts punts del litoral i
prelitoral i una temperatura màxima probablement històrica de 39,3 °C al centre de Barcelona.
Pel que fa a la precipitació, va tornar a estar marcada per la irregularitat. D'una banda, va ser un mes
pluviomètricament normal i fins i tot plujós o molt plujós a àmplies zones del Pirineu i Prepirineu oriental, a la
meitat sud del litoral i prelitoral i al sud del Segrià. En canvi, a la resta del territori, l'agost va ser entre sec i
molt sec, especialment al quadrant nord-occidental del país.
Hi va haver tempestes irregulars i localment fortes durant la major part dels primers 20 dies del mes. Les
més destacables van afectar el Baix Berguedà (dia 2), el Ripollès (dia 9), Osona (dia 10) o la Garrotxa (dia 11). D'altra banda, el dia 12 les tempestes es van estendre per la majoria de comarques catalanes.
Van ser especialment fortes al terç nord i a punts de la Conca de Barberà, l'Alt Camp, el Baix Penedès i el
Tarragonès. Finalment, el dia 19 hi va haver precipitacions arreu del país, les més fortes i localment molt
abundants a la Costa Daurada i l'àrea del delta de l'Ebre.
Entre les principals quantitats de precipitació en 24 hores, cal destacar els 118,3 mm enregistrats a Molló (el Ripollès) el dia 9.

### Setembre
El mes de setembre de 2010 va ser termomètricament fred a gran part de Catalunya, tret d'alguns punts
del litoral i prelitoral Central i tarragoní on el mes s'ha de qualificar de normal o fins i tot lleugerament càlid.
Novament, la distribució de la precipitació mensual va ser força irregular, ja que el mes va ser
pluviomètricament normal, i fins i tot plujós o molt plujós, al quadrant nord-oriental del territori, al
Prepirineu occidental, a àmplies zones del litoral i prelitoral Sud i a algun punt del Segrià. En canvi, a la
resta del territori, el setembre s'hauria de qualificar de sec o molt sec, especialment a la Cerdanya i a
l'extrem sud del Principat.
El principal episodi de pluges del mes es va produir entre els dies 16 i 18, quan es van enregistrar
quantitats de 50 a 100 mm a bona part del litoral i prelitoral i a molts punts del Prepirineu. D'aquest
episodi, destaquen àmpliament els 216,8 mm de l'Ametlla de Mar (el Baix Camp) el dia 16.
Pocs dies després, durant un nou episodi de precipitacions entre els dies 20 i 21, va tornar a haver-hi
ruixats i tempestes a bona part del país que van superar localment els 50 mm a punts del litoral i de la
comarca de la Noguera.

### Octubre
Termomètricament, l'octubre va repetir les característiques del setembre, ja que va tornar a ser un mes
fred a pràcticament tot el país.
Pel que fa a les precipitacions, l'octubre va ser plujós a gran part del territori, i fins i tot molt plujós al
Pirineu oriental i al massís del Montseny, on la precipitació acumulada al llarg del mes va superar els 250
mm. En canvi, l'octubre va ser normal o lleugerament sec a bona part del pla de Lleida, al nord de les
comarques tarragonines, a punts del litoral Central i a cavall de les comarques de la Selva i el Gironès.
El principal episodi de precipitacions del mes d'octubre i de tot l'any 2010 va ser la llevantada que va afectar
tot Catalunya però especialment la meitat est entre els dies 9 i 12. Es van enregistrar precipitacions
superiors als 200 mm a punts del nord-est, fortes ventades de component est i temporal marítim amb
onades de fins a 8 metres al golf de Roses.
Entre els dies 25 i 26 d'octubre, hi va haver una situació de vent del nord que va significar la primera
nevada extensa a tot el Pirineu. També es van enregistrar ratxes de vent superiors als 100 km/h a tota la
serralada i sobretot una notable baixada de la temperatura, fins al punt que a la matinada del dia 27 hi
va haver glaçades a molts punts de l'interior.

### Novembre
Com els altres dos mesos de tardor, el novembre va tornar a ser fred a gran part de Catalunya, amb
temperatures mitjanes fins a 3 °C inferiors a la mitjana climàtica a les cotes més altes del Pirineu occidental.
En canvi, contràriament a l'octubre, el novembre va ser un mes sec a pràcticament tot Catalunya, i fins i tot
molt sec al litoral i prelitoral Central i Sud. Només a la Val d'Aran i a l'extrem nord del Pallars Sobirà la
precipitació va superar lleugerament la mitjana climàtica.
L'episodi més destacable del mes van ser les precipitacions dels dies 29 i 30. Van deixar quantitats
abundants a l'extrem nord-est i, sobretot, nevades a cotes relativament baixes, que van afectar tot el
Pirineu, el Prepirineu i les zones més elevades de l'interior.

### Desembre
Per quart mes consecutiu, el desembre va tornar a ser un mes fred a gran part de Catalunya, tot i que va
ser termomètricament normal a punts del litoral i prelitoral Central i de la depressió Central.
Pel que fa a les precipitacions, va ser un mes sec a gran part del territori, i fins i tot molt sec a l'extrem sud,
al cap de Creus, al vessant nord del Pirineu més occidental i a punts de la depressió Central. En canvi, el
desembre va ser normal o plujós al vessant sud del Pirineu i a punts del litoral i prelitoral Central.
Al llarg del mes de desembre, hi va haver variacions de temperatura importants:
- Entre els dies 6 i 8 de desembre, un episodi de vents del sud-oest va provocar una important
pujada de la temperatura que va dur ambient molt suau al centre del dia a tot el país i
temperatures màximes superiors als 20 °C a tot el litoral i prelitoral.
- A l'altre extrem, hi va haver irrupcions d'aire fred amb vents del nord i nord-est que van fer
baixar notablement la temperatura, primer entre els dies 15 i 18, i després sobretot entre els dies
25 i 27, quan més del 60% de les estacions van enregistrar temperatures mínimes per sota del
llindar de situació de risc.
Entre els dies 21 i 24, hi va haver l'episodi principal de precipitacions del mes de desembre, que va deixar
més de 50 mm a punts del Pirineu occidental i del Maresme. La cota de neu va pujar ràpidament fins a
situar-se al voltant dels 2.000 metres, però la matinada del dia 21 havia començat nevant a cotes de fins
als 600 metres en alguns sectors i durant la jornada es va observar pluja gelant a moltes fondalades de
l'interior i a les valls del Pirineu i Prepirineu.